# 第101总参谋部保卫旅
第101总参谋部保卫旅（101 ОБрО ГШ），全称以根纳季·沃罗比约夫将军命名的第101总参谋部保卫旅（烏克蘭語：101-ша окрема бригада охорони Генерального штабу Збройних Сил України імені генерал-полковника Генадія Воробйова) 是乌克兰武装部队的总参谋部卫队。该旅于1992年在原苏联的基辅军区卫队的基础上组建。该旅参加了乌俄战争。

## 历史
在苏联的最后几年，驻扎在基辅军校地区的第368卫戍勤务营负责守卫和支持基辅军区的总部 。乌克兰第101总参谋部保卫旅于1992年3月10日在第368营的基础上成立。当时该旅由：一个警卫营、一个仪仗队、指挥控制中心营、机动营和支援部队组成。第2卫戍营于1995年6月7日成立，第3卫戍营于同年9月11日成立。该旅战士参加了“Forpost-2002”、“East-West”、“Reaction-2005”、“Artery-2007”、“Clean Sky”、“The decisive action of 2008” “Interaction 2010”“Adequate response 2011”等指挥参谋演习。
2014年俄国入侵乌克兰后，该旅参加了防御顿巴斯地区的行动。该旅于2014年8月3日进入战区，负责保卫杰巴利采韦。并于8月15日经历了第一次战斗。 当时指挥该部队的是Mykola Shvets上校。截至2015年2月，该旅护送了300支车队前往前线，并执行了10多次撤离军事情报人员的任务。在战斗期间，11名来自第101旅的士兵阵亡 ，49 人受伤。该旅的 18 名士兵获得了波格丹·赫梅利尼茨基勋章或勇气勋章 。
2021 年 8 月，在乌克兰第 30 个独立日之际，乌克兰总统弗拉基米尔·泽连斯基将该部队更名以纪念已故的乌克兰总参谋部第一副总参谋长根纳季·沃罗比约夫 ( Henadii Vorobiov) 
在2022 年俄罗斯入侵乌克兰期间，第101旅参加了基辅战役并摧毁了侵乌俄军的一个由两辆轻型车辆、两辆卡车和一辆坦克组成的纵队 。